# Błędów (powiat grójecki)

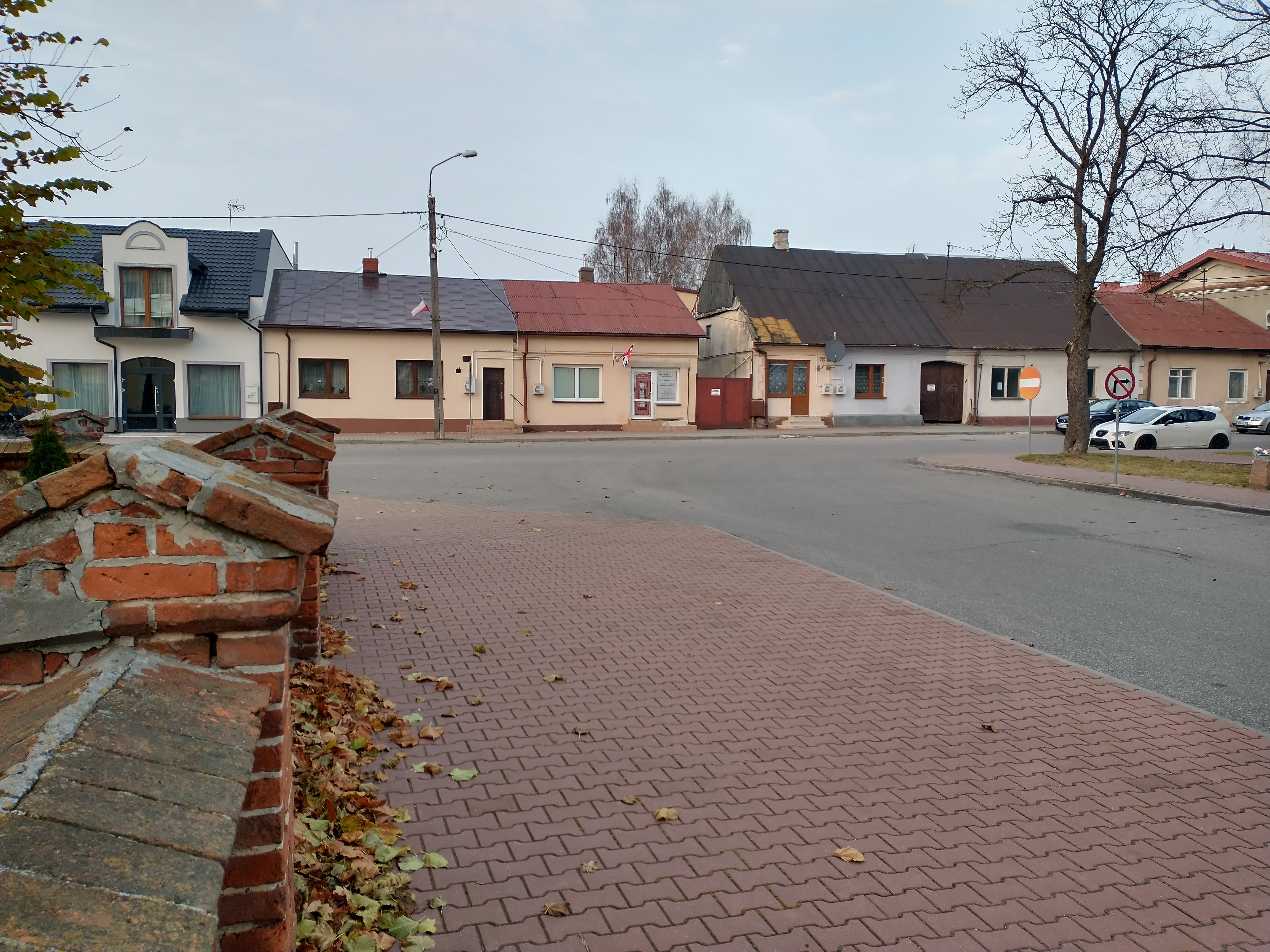
Fragment Rynku

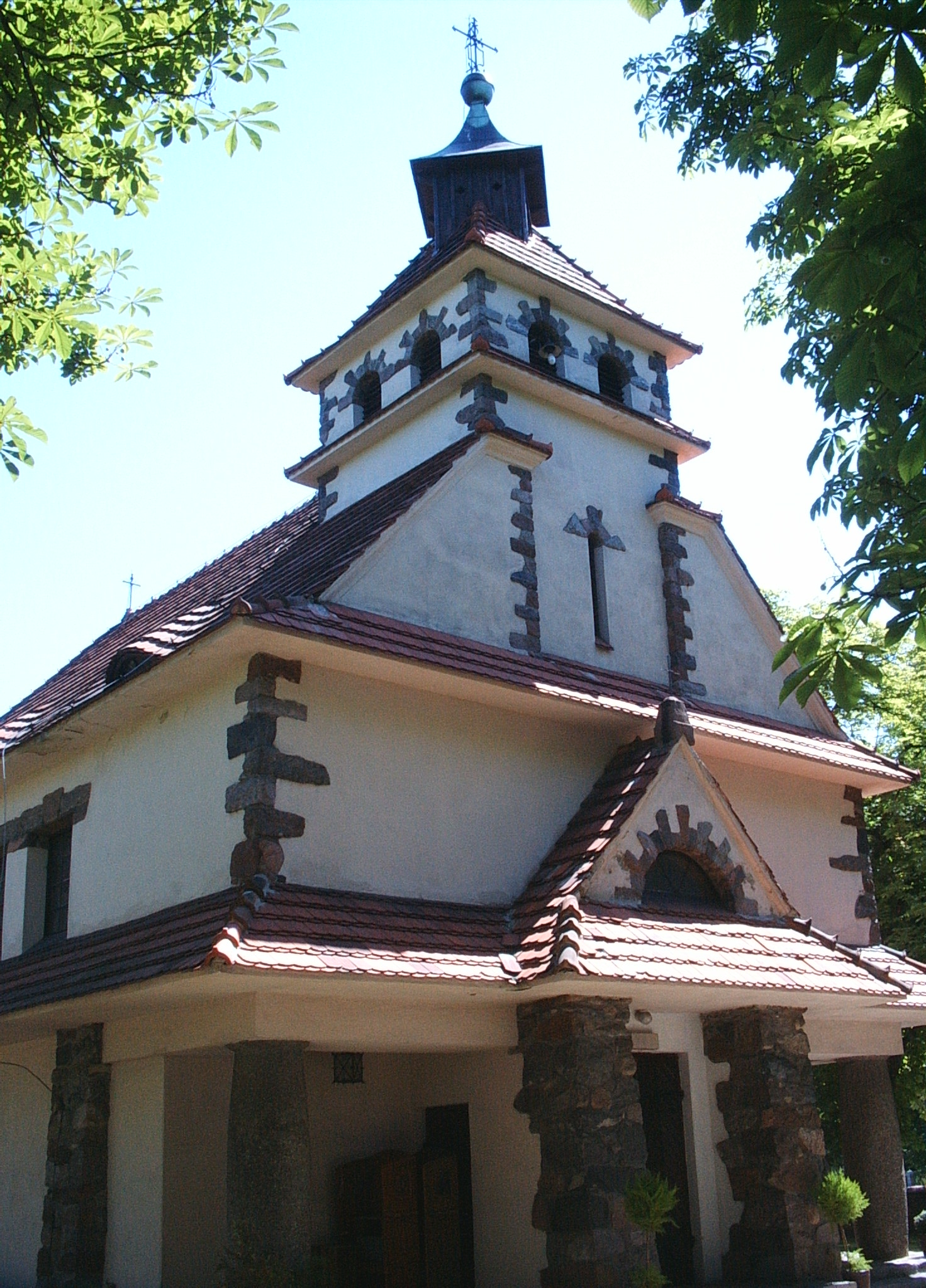
Kościół św. Prokopa Opata

Błędów – wieś sołecka w Polsce położona w województwie mazowieckim, w powiecie grójeckim, w gminie Błędów, nad Mogielanką.
Wieś szlachecka położona była w drugiej połowie XVI wieku w powiecie bielskim ziemi rawskiej województwa rawskiego.
Miejscowość jest siedzibą gminy Błędów oraz rzymskokatolickiej parafii parafia św. Prokopa Opata, należącej do dekanatu mogielnickiego, archidiecezji warszawskiej.

## Historia
W wieku XIX Błędów opisano jako wieś z osadą fabryczną w powiecie grójeckim, gminie i parafii Błędów.
We wsi była gorzelnia, browar i garbarnia, dom modlitw ewangelicki a także szkoła i cmentarz ewangelicki.
Kościół w Błędowie istnieje już od 1579 roku. We wsi w wieku XVI na 6 działach siedzą Błędowscy, dla których jest to wieś rodowa.
Wieś odległa o 50 wiorst od Warszawy, od Grójca 4 wiorsty. Posiada kościół parafialny murowany wzniesiony w 1822 przez Karola Zagórskiego, ówczesnego dziedzica. Podlega pod sąd gminny okręgu III. Posiada urząd gminny, szkołę początkową. Istniała tu filia fabryki żyrardowskiej, wyrabiająca na 60 ręcznych warsztatach płótno zgrzebne, worki, drelich.
W 1827 r. było tu 38 domów i 334 mieszkańców. W 1859 r. według Ludwika Wolskiego (Encyklopedia Orgelbranda t.III s.796) mieszkańców było 1360. W 1870 mieszkańców było 1213 na 488 morgach
Parafia Błędów w dekanacie grójeckim liczyła 3018 dusz. Zaś gmina Błędów liczyła 5552 mieszkańców.
W 1859 r. w 9 oddzielnych zakładach tkackich wyrabiano 172 000 łokci wyrobów bawełnianych, 48 000 par pończoch, użyto 9 330 funtów przędzy bawełnianej. Wartość produkcji wynosiła 8 140 rubli srebrnych zatrudniano 73 robotników.
Przed 1 września 1939 roku w Błędowie zamieszkiwało 957 Żydów. 
8 września wojska niemieckie zajęły miejscowość. 
Władze okupacyjne wydały zarządzenie nakazujące wszystkim Żydom nosić opaski z gwiazdą Dawida, wprowadzono nakaz pracy na rzecz III Rzeszy. W listopadzie lub w grudniu 1939 roku utworzono Judenrat. Przewodniczącym został Yaakov Arbuz. Wyznaczono kontrybucję w wysokości 80 000 zł, która została zebrana głównie przez zamożniejszych członków wspólnoty żydowskiej. Według stanu na czerwiec 1940 roku w Błędowie mieszkało 1030 Żydów, w tym uchodźcy z Łodzi, Aleksandrowa Łódzkiego, Zgierza i innych miast, które zostały włączone do Kraju Warty. Pod koniec 1940 roku hitlerowcy zorganizowali getto. Początkowo było otwarte. 11 lutego 1941 roku wszyscy Żydzi z getta zostali przesiedleni go getta warszawskiego. Po wywózce Żydów, getto zostało zlikwidowane.
W latach 1954–1972 wieś należała i była siedzibą władz gromady Błędów. W latach 1975–1998 miejscowość należała administracyjnie do województwa radomskiego.

## Zabytki
- Kościół Opieki św. Józefa, neobarokowy z lat 1882–1884, zbudowany według projektu D. Prussaka i Adolfa Bannertha.
- Kościół św. Prokopa Opata, w stylu zakopiańskim, z lat 1935–1938, według projektu Jana Koszczyc-Witkiewicza.